# Schloss Straß (Neuburg am Inn)

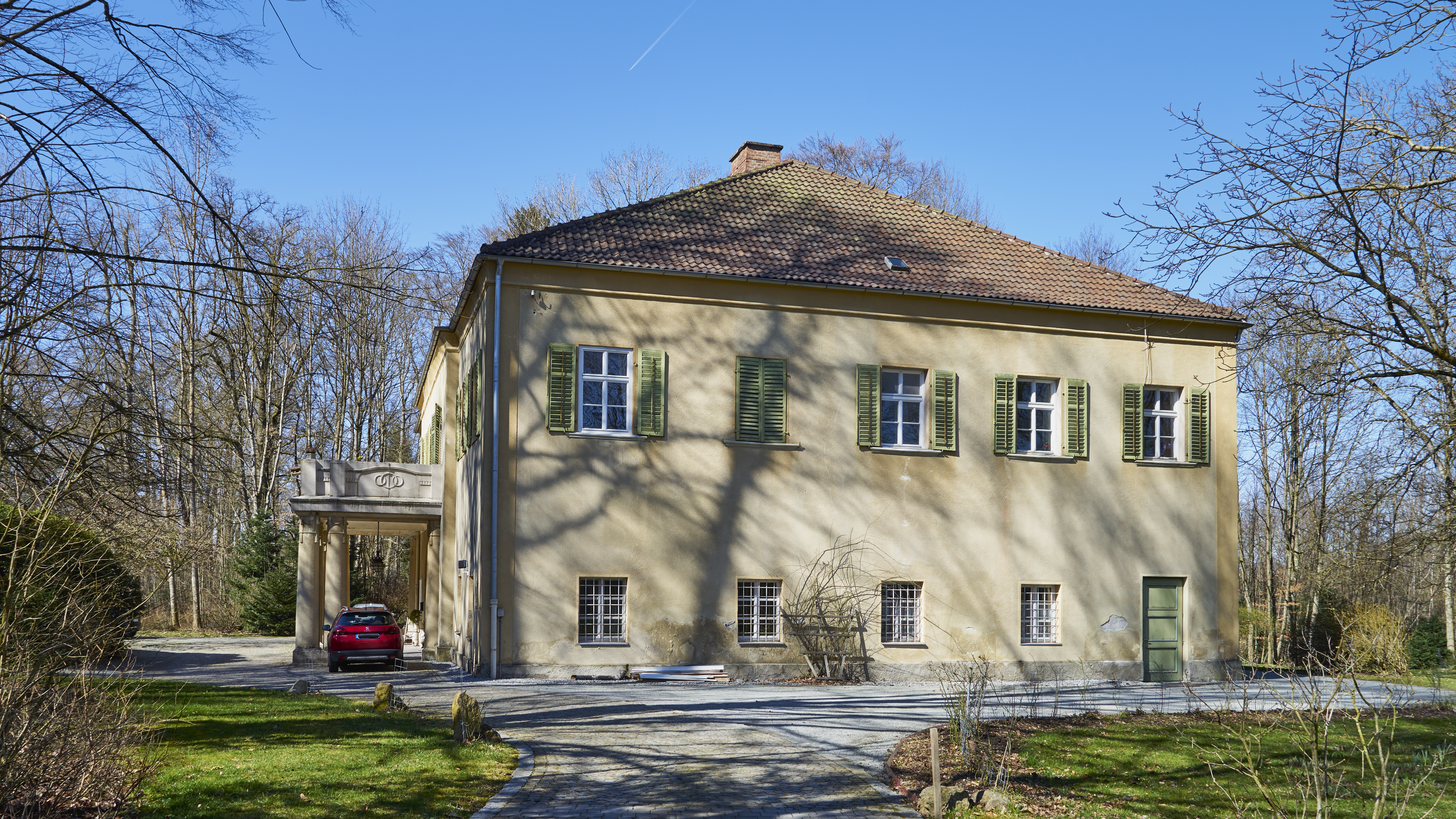
Schloss Straß bei Neuburg am Inn (2020)

Das Schloss Straß ist ein Schloss in dem Dorf Straß, einem Gemeindeteil der niederbayerischen Gemeinde Neuburg am Inn im Landkreis Passau. Die Anlage wird als denkmalgeschütztes Baudenkmal unter der Aktennummer D-2-75-133-93 geführt.

## Geschichte
Der Ort Straß gehörte zum Hofamt der Grafschaft Neuburg. Der Ortsname „Straß“ lässt sich weder im Neuburger Urbar von 1440 noch in dem von 1523 auffinden und müsste demnach neueren Datums sein; allerdings ist hier bereits 1440 eine Besiedlung nachweisbar. Das Schloss Straß wurde ab 1784 von Johann Georg Hagenauer im Auftrag des Domdekans und späteren Fürstbischofs von Passau Thomas Johann von Thun und Hohenstein erbaut.
Nach dem Tod des Erbauers († 1796) erbte das Schloss sein Bruder, der Domherr Graf Philipp von Thun. Dieser verkaufte das Anwesen 1805 an Johann Nepomuk Freiherr von P(B)eckenzell auf Dorfbach, Herr von Schloss Hackledt und Schloss Mühlheim. Letzteres wurde im dritten Koalitionskrieg 1805 von den französischen Truppen geplündert und in Brand gesteckt. Zusammen mit der Entwertung seiner österreichischen Staatspapiere sah er sich gezwungen, in Straß die zugehörigen Gründe zum Schloss und die Ökonomie zu zertrümmern und er zog sich auf sein Schloss Hackledt zurück. Schloss und Park wurden 1807 von Frau von Schultes, geb. Bauer Freiin von Heppenstein, erworben. Diese ließ sich hier nieder, um nicht weit von ihrer Schwester Maria, der in Passau lebenden Gemahlin des Generalkommissars (Regierungspräsident) im Unterdonaukreises in Passau Joseph von Stichaner, entfernt zu leben. Als diese mit ihrem Mann nach Straubing verzog, veräußerte sie am 10. November 1809 das Schloss an den Stadtwagmeister Johann Nepomuk von Waldeck um 2500 fl. Bereits am 25. Februar 1813 verkaufte dieser den Besitz an den Kaufmann Andreas Kühbacher zu Passau um 4000 fl. Dieser ließ den Park mit einer Mauer einfrieden und legte einen Blumen- und Gemüsegarten an; er besaß das Schloss 34 Jahre lang (daher auch der Name Kühbacher Schlössl). Weitere Besitzer waren: 21. Dezember 1847 Johann und Maria Hagen, Krämerseheleut in Dommelstadel; 1849 Stephan Leopold Friedrich Heninger, Freiherr von Eberg in Böhmen, der kurzfristig mit der Pianistin Delphine von Schauroth verheiratet war; 18. Dezember 1850 Ursula Lueginger, Bräuerswitwe von Triftern, um 7500 fl; 18. September 1856 Philipp Kronawitter, Bauer von Haar bei Obernzell um 7600 fl; da dieser den Kaufschilling nicht bezahlen konnte, kam der Besitz am 18. April 1857 an Maria Freiin von Pflummern aus Linz um 6900 fl; 25. Juli 1858 Dr. Wisnet August, Königlicher Advokat von Passau, um 6950 fl; dieser kaufte 32 Tagwerke hinzu, ließ das Schlösschen renovieren und verkaufte dann das ganze Gut um 21000 fl an den Fürsten Kantakuzenos (oder Cantacuzino); von diesem ging es an den Hauptmann a. D. Strehuber und von diesem wiederum an einen Baron von Redwitz. Dieser verkaufte das Gut an den Privatier Emil Obermeier aus Passau und von diesem kam es 1899 an den Zirkusbesitzer Wulff.
Am 9. Januar 1922 wurde das Schloss von Jaspar von Oertzen an die aus Hohenstein-Ernstthal in Sachsen stammenden Fabrikanten und Gutsbesitzer Wilhelm und Hugo Böttger verkauft. Die Familie Böttger besitzt das Schloss nun in der dritten Generation. 1949 und 1950 wurden im Schloss vierwöchige Kurse der „Bäuerlichen Webschule“ abgehalten. Ab 1953 wurde in den Nebengebäuden des Schlosses eine Weberei aufgebaut. Dieser Betrieb ist 1974 geschlossen worden; die Gebäude sind heute lokalen kulturellen Initiativen zur Verfügung gestellt worden.

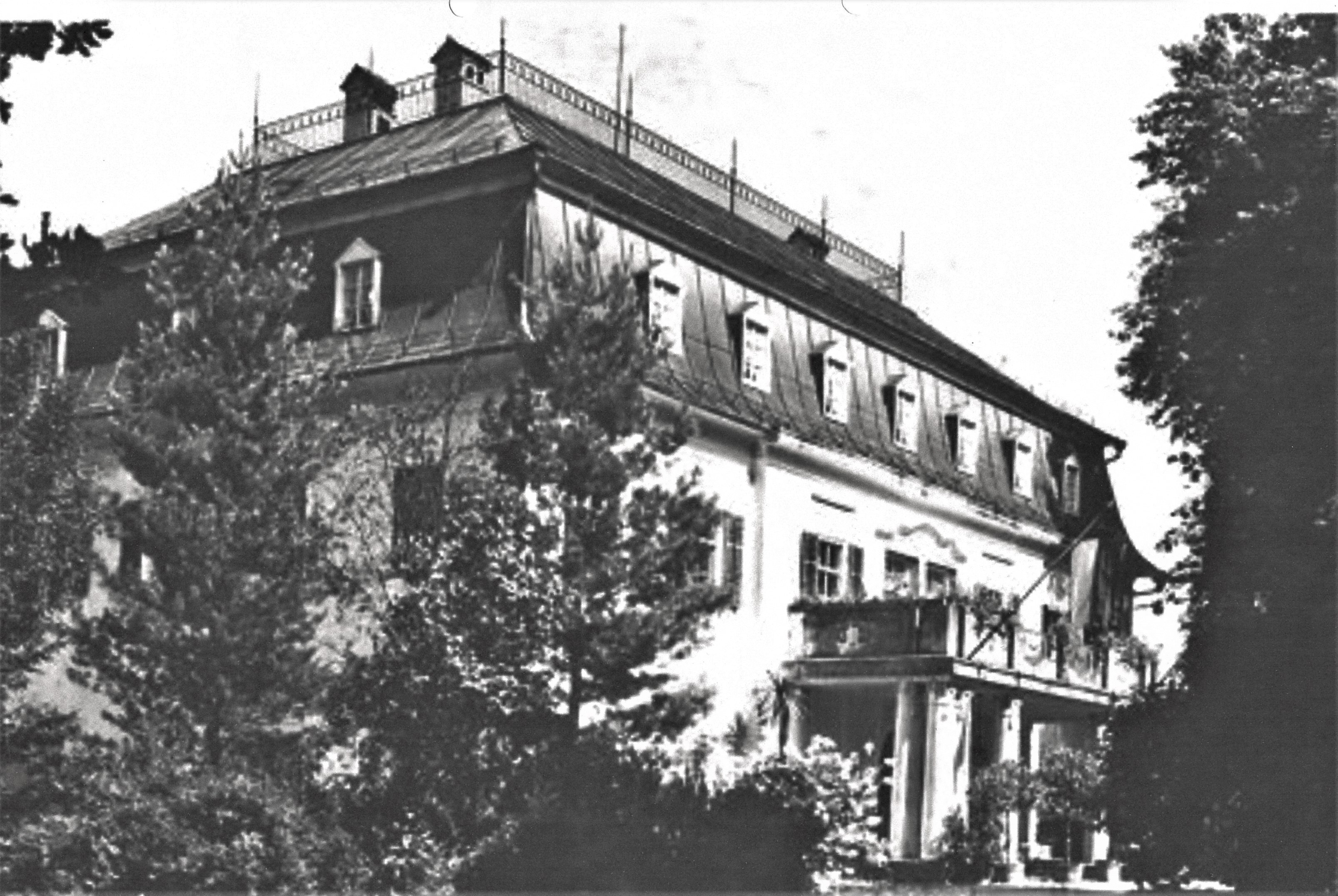
Schloss Straß (Westseite) um 1920

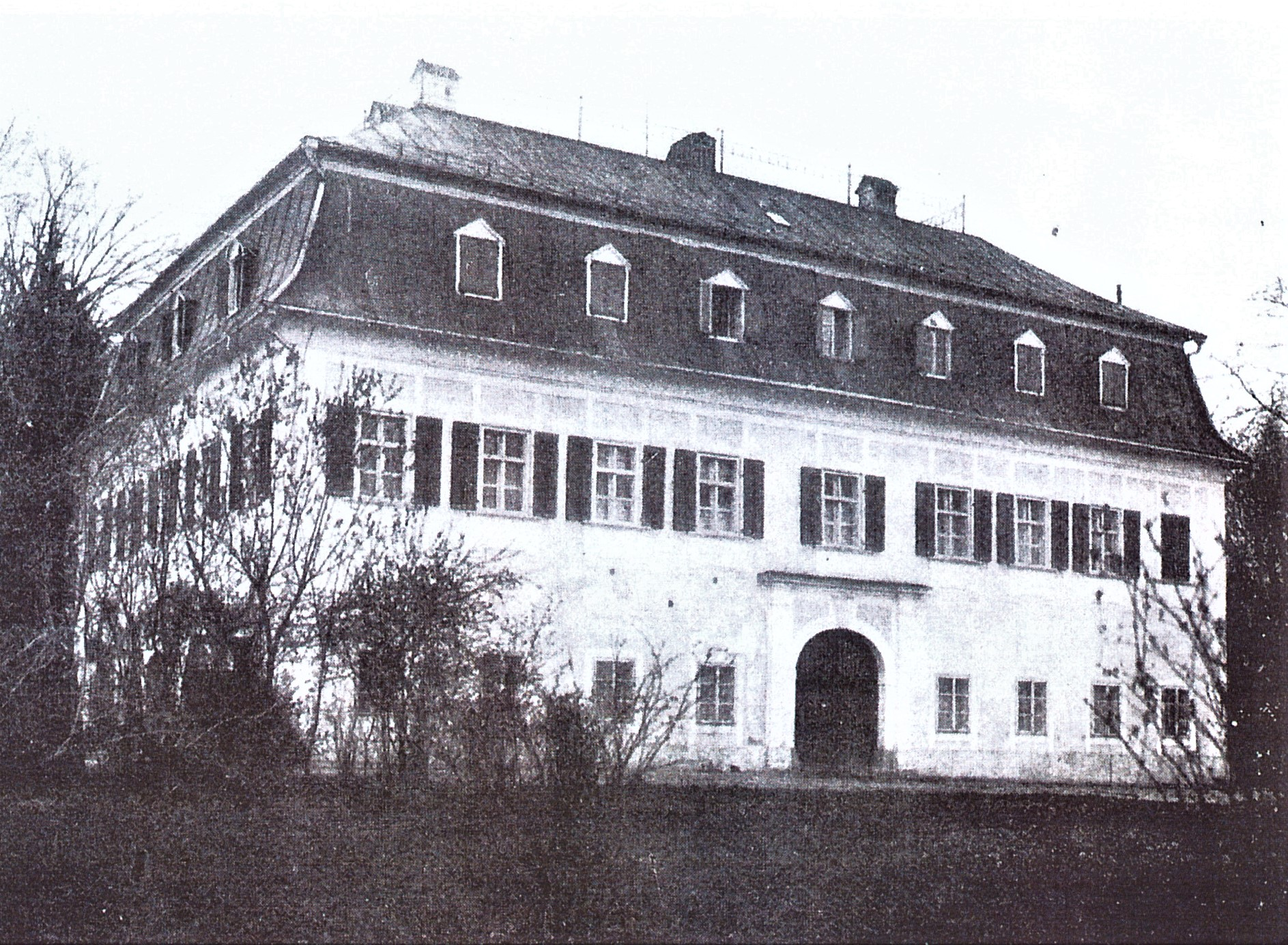
Schloss Straß (Ostseite) um 1920

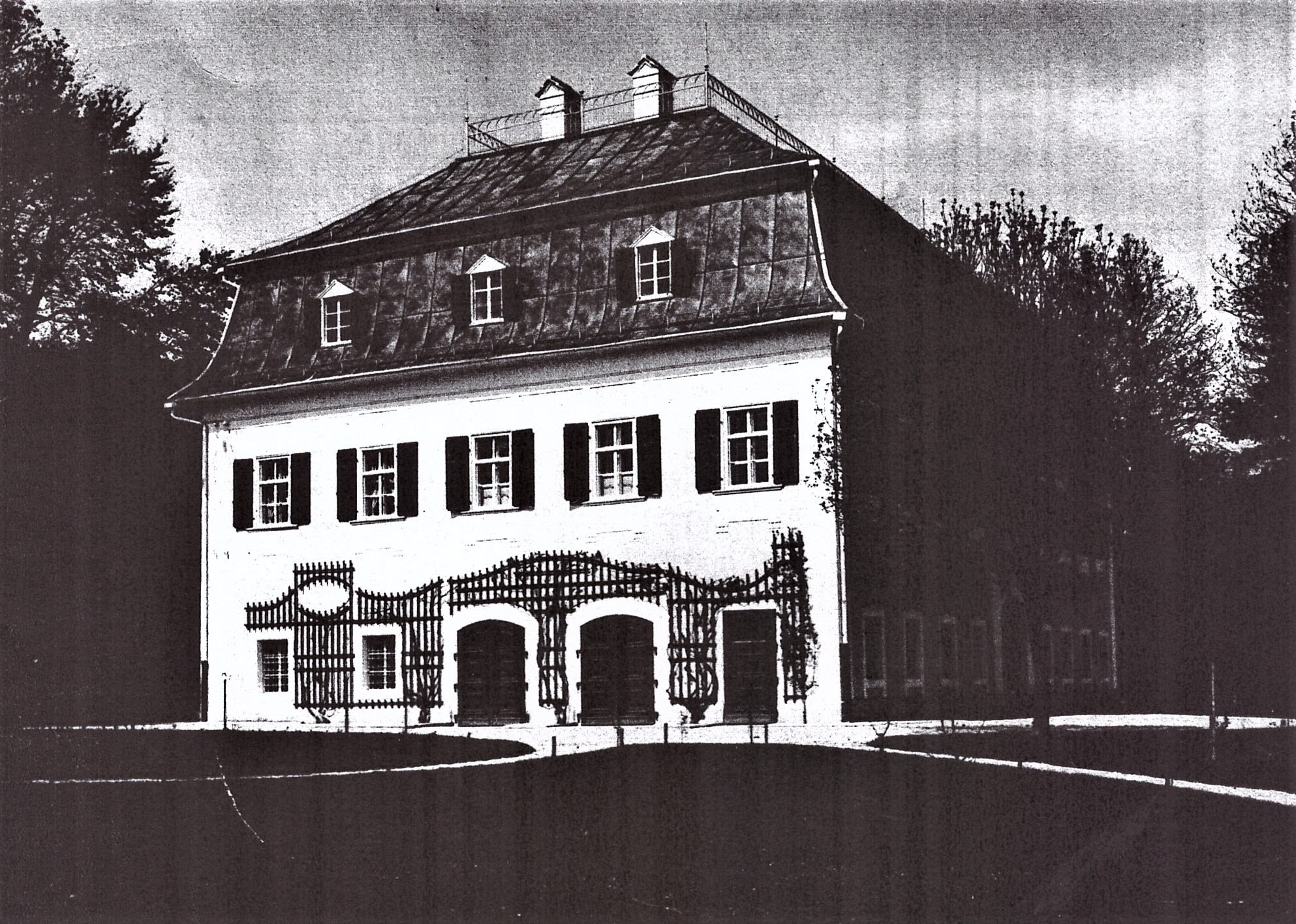
Schloss Straß (Südseite) um 1920

## Beschreibung
Das klassizistische Schloss liegt in einer englischen Parkanlage an der Staatsstraße St2110 zwischen Straß und dem Pfarrdorf Dommelstadl. Es ist heute ein zweigeschossiger Walmdachbau auf einem rechteckigen Grundriss mit neun zu fünf Fensterachsen.
Ursprünglich besaß es ein geschwungenes Mansardenwalmdach sowie ein frühklassizistisches Dekor mit Tafeln und Guttae bzw. Kälberzähnen an den Fensterbrüstungen. Das korbbogige Hauptportal war in eine rechteckige Aedicula eingefügt. Das Hauptportal war so groß, dass man mit einer Kutsche in das Gebäude hineinfahren und an der anderen Seite durch ein gleich großes Tor wieder herausfahren konnte. Durch einen Blitzeinschlag 1952 brannte das Mansardendach ab und wurde danach durch ein einfacheres Walmdach ersetzt. Seit 1920 ist das Schloss mit einem Mittelrisalit und einer Altane auf einer Säulenvorfahrt ausgestattet.

## Varia
Das Schloss wird auch mit Geistergeschichten in Verbindung gebracht. Gottfried Schäffer schreibt in seinem Buch „Schlösser und Gärten im Fürstbistum Passau“: „Eine ganze Reihe von früheren Bewohnern und Nachbarn des Schlosses ist bereit, einen Eid darauf zu leisten, dass sie oftmals mit eigenen Ohren ruhelose Schritte im menschenleeren Obergeschoss, rätselhaftes, von keiner Menschenhand verursachtes Pochen an den Flügeltüren und das ratternde und kreischende Geräusch eines unter Pferdegetrampel und Kettengeklirr um das Schloß rasenden Fuhrwerks gehört zu haben. Augenzeugen berichten, daß sich wiederholt im Fensterrahmen des unbewohnten Mansardenzimmers eine schemenhafte menschliche Gestalt gezeigt habe, daß ihnen am hellen Tage im Treppenhaus eine Person gefolgt sei, mit der sie ein Gespräch anknüpfen wollten und erst beim Ausbleiben einer Antwort merkten, daß der ‚Jemand‘ verschwunden war.“ Die angeblichen Erscheinungen auf dem Schloss Straß fanden 1952 ihr Ende, als der Bliz im Dachgeschoss einschlug und der Dachstuhl niederbrannte.